# Het Pelsken
Het Pelsken (dobesedno Krzno ali Kožuh) je portret avtorja Peter Paula Rubensa iz leta 1638, njegove druge žene Helene Fourment, ki stopa iz kopeli. Zdaj je v Kunsthistorisches Museum na Dunaju.

## Opis
Na tej sliki je umetnik upodobil svojo drugo ženo Helene Fourment golo, ogrnjeno v kožuh. To je bila zagotovo njegova najljubša med številnimi slikami, ki kažejo njene nesporne čare. Vsekakor se ni hotel ločiti od Het Pelsken. V tonih, vrednih Tiziana, je Helene naslikal s kodrastimi lasmi, štrlečimi bradavicami, goloto, ki je bila komaj prikrita s krznenim ovojem. Njen izraz je težko brati: ali je njen uporniški pogled namenjen provokaciji ali pa se je preprosto želela zaviti ker jo zebe?
Golota kot atribut mitološke lepote, ki je zagotovila njeno "utemeljitev", nikakor ni bila nova, a za Rubensa je nenavadna slika gole Helene po značaju izključno zasebna. Helene stoji na rdeči krpi in se zavija, očitno spontano z belo krpo in krznenim plaščem. Oba drži tako, da se roki spredaj prekrižata in  pokrivata mednožje, vendar dojke potiska navzgor desna roka. 
Za naslov Het Pelsken ('Mali kožuh') je zaslužen sam Rubens, ki je sliko v svoji oporoki tako opisal. Zaupal jo je kot ločen predmet svoji ženi in tudi izrecno določil, da se ne sme pobotati z njenim uradnim deležem v njegovi zapuščini. Šele po njeni smrti leta 1658 je prešla v druge roke.